# Яня Липа
Яня Липа (хорв. Janja Lipa) — населений пункт у Хорватії, в Сисацько-Мославинській жупанії у складі міста Кутина.

## Населення
Населення за даними перепису 2011 року становило 206 осіб.
Динаміка чисельності населення поселення:

## Клімат
Середня річна температура становить 11,17 °C, середня максимальна – 25,46 °C, а середня мінімальна – -5,54 °C. Середня річна кількість опадів – 910 мм.
| Клімат поселення                              | Клімат поселення | Клімат поселення | Клімат поселення | Клімат поселення | Клімат поселення | Клімат поселення | Клімат поселення | Клімат поселення | Клімат поселення | Клімат поселення | Клімат поселення | Клімат поселення | Клімат поселення |
| Показник                                      | Січ.             | Лют.             | Бер.             | Квіт.            | Трав.            | Черв.            | Лип.             | Серп.            | Вер.             | Жовт.            | Лист.            | Груд.            |                  |
| Середній максимум, °C                         | 6,58             | 8,62             | 13,03            | 17,29            | 22,06            | 25,46            | 24,72            | 24,03            | 20,22            | 15,33            | 9,84             | 5,34             |                  |
| Середня температура, °C                       | 0,52             | 2,56             | 6,98             | 11,24            | 15,98            | 19,40            | 21,04            | 20,33            | 16,52            | 11,63            | 6,13             | 1,64             |                  |
| Середній мінімум, °C                          | −5,54            | −3,5             | 0,92             | 5,17             | 9,94             | 13,32            | 17,32            | 16,64            | 12,83            | 7,94             | 2,44             | −2,04            |                  |
| Норма опадів, мм                              | 57               | 53               | 62               | 74               | 81               | 96               | 84               | 89               | 76               | 81               | 88               | 69               |                  |
| Середньомісячна швидкість вітру, м/с          | 1.80             | 2.02             | 2.40             | 2.30             | 2.10             | 1.90             | 1.90             | 1.70             | 1.71             | 1.80             | 1.80             | 1.85             |                  |
| Середньомісячна сонячна радіація, кДж/м²·день | 4295             | 7050             | 10926            | 15343            | 19631            | 21717            | 22635            | 19771            | 14834            | 9113             | 4824             | 3544             |                  |
| --------------------------------------------- | ---------------- | ---------------- | ---------------- | ---------------- | ---------------- | ---------------- | ---------------- | ---------------- | ---------------- | ---------------- | ---------------- | ---------------- | ---------------- |
| Джерело:                                      |                  |                  |                  |                  |                  |                  |                  |                  |                  |                  |                  |                  |                  |